# リバーサイド日米キリスト者会議
リバーサイド日米キリスト者会議（リバーサイドにちべいキリストしゃかいぎ、The Riverside Japanese-American Christian Conference）は、日本のキリスト教会の代表とアメリカ合衆国のキリスト教会の代表が集まり、1941年4月20日から4月25日にカリフォルニア州リバーサイドで開催された会議。
会議は共同声明Formal Message from the Japanese-American Christian Conferenceを発表し、和解と平和をアピールした。
この会議に遣米平和使節団として派遣されたのは、阿部義宗、小崎道雄、松山常次郎、賀川豊彦と補佐の小川清澄、斉藤惣一、河井道、湯浅八郎、ウィリアム・アキスリングである。
日本のキリスト教会の代表は母教会であるアメリカの教会に対し、独立教会として建設される日本基督教団の設立を報告していった。日本の教会の代表は、教団設立は日本政府の圧力によらず、日本には信教の自由が保障されており、神社参拝は宗教的ではないと説明した。古屋安雄はここに「甘えの構造」があったと見ている。
ここで日本の代表から「アメリカ教会への感謝状」がおくられた。この感謝状は、アメリカがプロテスタント宣教の初期から日本に宣教師を派遣し、日本人をキリスト教信仰に導き、日本にキリスト教の基礎をおくことを可能とし、財政的援助、祈り、励ましを与えてくれたことに対し、心からの感謝を表明している。